# 田所裕美子
田所 裕美子（たどころ ゆみこ、1964年6月10日 -　）は日本の元AV女優。
アダルトビデオ初期の1983年暮、宇宙企画より「ミス本番・裕美子 19歳」でAVデビュー。12,000円の価格で2万本売れたとされ、「AV史に残る大ヒット作品」となり、宇宙企画の美少女路線を決定付けた。

## 概要
田所は新宿西口の喫茶店で働いていた学生で、宇宙企画の斉藤至弘（1984年創刊の『Beppin』初代編集長）が最後には土下座をして口説き落としたという。なお、AV出演前に『ビデオボーイ』の素人ヌードコーナーに出ていたとも言われ、東良美季（元編集者・AV監督）は「モデル斡旋業じゃない女性が、宇宙企画に連れてきたらしい」と言っている。それまでアダルトビデオに出演するのはピンク映画出身者などが多かったが、いかにも素人っぽい田所には「隣の女友達」といったリアル感があったという。
宇宙企画のビデオと英知出版の出版物以外はほとんど他メディアへの露出はなく、ビデオ数本に出演した後は完全に引退した。

## 出演作
- ミス本番・裕美子 19歳（1983年、宇宙企画）
- 女を10倍感じさせる法（1984年、宇宙企画）- 性感マッサージ物
- Beppinビデオ２（1984年、宇宙企画）
- ラブコール裕美子（1985年、宇宙企画）- 石垣島ロケのイメージビデオ風
- ただいま、裕美子です（1986年、宇宙企画）
- 宇宙企画 Classic 田所裕美子（2002年、宇宙企画）- 「ラブコール裕美子」「女を10倍感じさせる法」「ただいま、裕美子です」を収録

## 写真集
- 美少女館 かた想い（1984年3月、英知出版、深沢奈津美名義）